# 魔奇少年
《魔奇少年》是大高忍創作的日本漫畫作品。於《週刊少年Sunday》2009年27号至2017年46号期間進行連載。單行本全37卷。香港由玉皇朝出版，台灣由尖端出版發行。中國大陸於《龙漫少年星期天》2012年1月上半月號起連載。
登場人物及故事內容部分取材自《天方夜譚》（《一千零一夜》）。從故事的自然環境、衣著、建築等人文景觀及作者在單行本附錄頁的言論推測，故事的舞台似乎是與歐亞大陸及非洲大陸相似的架空世界。每回話數皆以「第○夜」稱呼。

## 故事簡介
聽說，在世界上突然此起彼伏出現的古代王朝遺蹟群「迷宮（DUNGEON）」裏，正長眠着擁有不可思議力量的、被稱作「魔人金具」之魔法道具，以及滿山金銀財寶。
逃出故國的阿里巴巴，生活在沙漠中的綠洲都市——七湘裏，以勞動幹活掙取生活費。他也是個夢想着「攻略迷宮」而一獲千金的人。有一天，他碰上了擁有不可思議力量的少年阿拉丁，以及拳腳威力驚人的女奴隸摩兒迦娜。命運的安排下，他們都進了七湘裏那難以攻下的迷宮。大冒險就此揭開序幕……

## 用語

### 重要用語
魔奇（MAGI）
每個時代都會有三位魔奇的誕生，而阿拉丁是不存在於這個世上／時代上的第四位魔奇。
魔奇是受鵬鳥寵愛的魔法使，擁有挑選自己認為是“帝王之才”之人的能力。由於受鵬鳥的寵愛，魔奇除了可以使用本身的魔力，也可以從Rukh獲取無限量的魔力。
雖然魔奇可以從Rukh獲得的魔力是無限，但是Rukh會消耗魔奇的體力以換來無限的魔力。一旦魔奇的體力和自身的魔力消耗完後，仍然強行從Rukh獲得魔力，魔奇會很快感覺到疲倦，嚴重的則会暈倒，甚至有生命危險。
一旦魔奇要使用魔力，眾Rukh就會自動聚集到魔奇的身邊。若要阻止該現象或者不想要暴露魔奇的身份，只能在身體外／內植入魔力排斥的礦石。這樣一來，Rukh就不會聚集到魔奇的身邊。但是，多少都會引起Rukh的騷動。魔奇也不能從Rukh中得到無限的魔力。
一般魔奇或者魔奇的人工分身體的個人魔力保留量是與魔導師不相伯仲，如果魔奇失去Rukh的寵愛也必須很節儉地使用個人的魔力。
若把長期安置在身上魔力排斥的礦石移去，需要等待一段時間，才能再次獲得留風的寵愛，獲得無限魔力。
若魔奇或其意識的分身體徹底死亡，其意識的Rukh將會回歸到聖宮。該魔奇的Rukh擁有資格再次成為新一任的魔奇或者讓出給自己的分身意識的Rukh擔任。聖宮僕人——烏戈會與該魔奇的Rukh商議後才的決定以及尊重該魔奇的留風的決定。讓新魔奇接受留風的寵愛、挑選王的能力與關閉迷宮的能力。
由於魔奇的意識都是來自同一個Rukh，新任魔奇會以嬰兒或者該分身的肉體的形式再次誕生到世界上。
由於分身體的Rukh與去世的魔奇是相同的。如果魔奇生前有用自己的骨肉培育肉體，新任魔奇可以會透過該分身體再次誕生到世界上。但是，分身體與常人的身體稍微不同，需要接受魔導師的治療。
「MAGI」用希伯來文音譯的話就是指「賢者」；拉丁文則是指「魔法使」。
魔神（Djinn）
理想鄉各種族的族長，受烏戈所託而成為迷宮的主人，外形半人半魔，體型皆是巨人。能夠用眼睛評斷一個人是否有帝王的才能，會給予成功攻略迷宮且有帝王之才的人金屬器。魔神的名稱出自所羅門七十二柱魔神。大陸漫畫版譯「巨靈」。
金屬器
受到魔神賞識的迷宮攻略者，身上的某件物品（大多是武器）會被魔神寄宿其中，並出現八芒星的圖案。金屬器持有者可藉由自身魔力以使用金屬器的力量，甚至顯現出魔人的形象。但由於魔力耗費過大，只有魔奇能夠讓魔神完全具象出現。
一個魔神只會給予一個金屬器，因此不會有第二人得到該魔神的力量。
金屬器若損壞，持有者可將魔神之力轉移到另一個自己常用的物品上，但需要一段時間。
魔裝
金屬器持有者讓自己身體化為半魔神的狀態，能更進一步運用魔神的力量。
詠唱文:「XX與XX的精靈啊，吾在此命令汝纏繞吾身、寄宿吾身
讓吾身成為偉大的魔神吧!」
武器化魔裝
将魔神的力量附于金属器之上，呈现出魔神所持武器的姿态。
詠唱文:「XX與XX的精靈啊，吾在此命令汝與汝之眷屬，請將吾之魔力做為糧食，
賦予吾之意志強大的力量啊!!」

眷屬器
与迷宫攻略者一同作战的伙伴，有机会被其魔神所眷顾，成为其“眷属”，身上的某件物品会得到部分魔神的力量，成为“眷属器”。
主人若失去金屬器，則無法使用其力量。
眷属器若損壞，亦能將魔神之力轉移到其他物品上。
黑暗金屬器
八芳星與馬格諾修達特學院合作製造的金属器，以黑Rukh為糧食。可以作用於持有者使其變為暗之魔神，或將暗之魔神的力量覆蓋於其身形成“魔裝”。使用黑暗金屬器的人最後會全身變成黑炭的樣子並死亡，目前無法醫治。
迷宮（Dungeon）
魔奇在任意地點召喚出來的巨大建築。外形、內部結構、地點都不一致。
迷宮內部是另一個空間，有各式各樣的機關及怪物。進入後想離開的方法只有成功攻略迷宮。出入迷宮的人可能會有時間及地點上的差異。（例如先進入口的人反比後進入的人晚進入迷宮）
每個迷宮都有一位魔神管理。各國為了金屬器的力量，紛紛派人攻略各處的迷宮。
實際上為理想鄉毀滅後，各種族生活的地下都市。
Rukh（Rukh）
人死後靈魂的歸處。
每个人從出生开始的Rukh都是白Rukh。凡是抱有希望，樂於接受命運，態度積極的人，都會化成白Rukh。抱持絕望，憎恨命運，帶着否定命運的人，白Rukh会“堕轉”化成黑Rukh。只有解決憎恨命運的根源，才能淨化，從而回到白Rukh的懷抱。
魔奇（阿拉丁、裘達爾、莎赫拉查德和丘南）是Rukh所喜愛的「Rukh之子」。
香港TVB版譯「留風」，漫畫版則譯「魯芙」。台灣漫畫版譯「鵬鳥」。大陸漫畫版譯「若鳧」。網上翻譯大多把日文直接羅馬化作「Rufu」，而考其字源應爲Rukh。
魔力
Rukh產生的一種能量，魔法的來源。一般人只能使用自己體內的Rukh產生的魔力，魔力多寡因人而異。
魔奇因為受到Rukh的喜愛，能使用外在Rukh的魔力，因此魔奇的魔力量是無限的。
魔力操作
運用自身魔力以抵銷他人魔力，能阻止他人使用金屬器，或是用魔力強化武器等技巧。
為特殊民族陽巴剌的獨特技能，使用時會消耗自身生命力。
八芳星
「世界異變」的始作俑者，以「八芳星」為名的組織。為世界帶來異變、混亂、戰爭，從而增加黑Rukh的神祕團體。憎恨所羅門及整個世界。在日文原著中，讀作「アル・サーメン」（Al-Thamen，阿拉伯文「الثامِن」第八之意），寫作漢字「八芳星」。
所羅門的智慧（Wisdom of Solomon）
只有阿拉丁擁有。目前『這个時代』的三大魔奇沒有被開啟所羅門的智慧，他們是没有被召喚去“聖宫”，所以無法被所羅門王所交代的“聖宫”僕人——魔神『烏戈』賦予所羅門的智慧（擁有開啟所羅門的智慧之門的控制權）。
擁有這个能力的魔奇可以與别人的Rukh，甚至與其他魔奇的Rukh進行溝通。能夠知道一個人的過去。
拥有召唤“巨大流向”Rukh的能力。
八芳星的使者称这项能力为“全知”。
魔法
魔法是將魔力轉換成其他物質的技術。魔法使藉由與Rukh對話，給予Rukh命令式，以達成各式各樣超自然現象。
魔法的規模及種類以魔法使的魔力量和命令式的組合而定，隨著無數的命令式組合，魔法有無限的可能性。
防壁魔法
魔法使由於身體能力較常人弱，藉由防壁魔法在身體周遭作成球形般的屏障以防禦外在攻擊。
防壁魔法的強度視個人天賦而定。
亦有防衛特定地區的半圓形屏障，範圍甚至能防衛整個國土。
魔法使
能夠憑自身之力使用魔法的人。以魔力量，使用魔法的種類和強度可區分為「魔奇」、「魔導士」、「魔術師」和「占卜師」。
由於魔法使的命令式可能和魔神的命令式混合，導致無法預計的後果，因此無法使用金屬器或眷屬器。
魔導士
魔力量很多的魔法使。
1型魔導士
与掌控火的1型Rukh契合度高的魔导士，由于其Rukh在引起自然现象时会发出赤红的光而又被称为“赤魔导士”。擅长使用火焰属性的炎魔法。阿拉丁在马格诺修達特学习期间被判定为此类魔导士。
2型魔導士
与掌控水的2型Rukh契合度高的魔导士，由于其Rukh在引起自然现象时会发出青色的光而又被称为“青魔导士”。
3型魔導士
与掌控光的3型Rukh契合度高魔导士。
4型魔導士
与掌控雷的4型Rukh契合度高的魔导士，由于其Rukh在引起自然现象时会发出黄色的光而又被称为“黄魔导士”。
5型魔導士
与掌控风的5型Rukh契合度高的魔导士，由于其Rukh在引起自然现象时会发出白色的光而又被称为“白魔导士”。
6型魔導士
与掌控声音的6型Rukh契合度高的魔导士。
7型魔導士
与掌控力量的7型Rukh契合度高的魔导士。
8型魔導士
与掌控生命的8型Rukh契合度高的魔导士。
魔法道具
來自迷宮內部，或魔導士製作，能產生各類魔法效果的物品，並非金屬器及眷屬器。
聖宮
擁有記載全世界知識書籍的神秘房間，阿拉丁原本一直待在此處，只有聖宮的守護者烏戈陪伴並教導他。
阿拉丁過去一直被迫無法離開該房間，烏戈則建議可藉著聖宮的力量，向他許一個願望。願望的種類即使是長生不老或離開聖宮都能達成，而阿拉丁僅許願希望烏戈成為他的朋友。已被辛巴達成功攻破。
七海聯合（Alliance of Seven Seas）
辛巴達建立的七國聯盟，雖然各國規模不大，但實力強大。
理念是「不侵略別國、不讓別國侵略。」
墮轉
當人處於強烈的憎恨，詛咒自己的命運時，週遭的白Rukh會轉化為黑Rukh。
墮轉的人死後靈魂不會回歸Rukh。
八人將（Eight Generals of Sindria）
辛巴達的部下，辛德利亞的守護神。深受辛巴達和辛德利亞國民所信賴。
成員由各國王族、各地民族因各種因素前來，或因故無法在原國繼續居住只好投靠辛德利亞的人所組成。
謝肉宴
辛德利亞南海棲息著許多巨大的海獸，每年有數次會襲擊島嶼，負責擊退牠們的就是國王辛巴達和八人將的任務。
由於國王及八人將的強大實力，使這驅逐威脅的防衛措施成了一種娛樂國民及外國遊客的表演。殺掉的南海生物更會分給全國國民食用，並在夜晚舉辦稱為「謝肉宴」的祭典。
仙巴歷險記
描述辛巴達攻略七處迷宮，成為一國之君等傳奇故事的紀錄。作者為辛巴達本人。
至今仍繼續更新內容，受到許多讀者喜愛及嚮往，阿里巴巴亦是其中之一。
理想鄉
另一個世界，該世界除了人類以外還有不同的種族文化，其中魔神們為各族族長，由所羅門王所統治。阿拉丁來自該處。
因為八芳星引起的戰爭而毀滅。部分居民被所羅門引導至現在這個世界中。
在日文原著中，讀作「アルマ・トラン」（Alma Toran，阿瑪･托蘭），寫作漢字「理想郷」。

### 國家、民族
七湘
綠洲都市，因突然出現的第七迷宮吸引許多攻略者而繁榮。
前任領主賈米爾葬身於迷宮後，現改由和善的新領主管理。
巴爾巴德
在大陸上的領土只有首都，統治著數以百計島嶼的海上國度。因海風常產生濃霧，被稱為「霧之國」。由於地處交通樞紐，長期和其他國家進行貿易來往，國內的人種及文化相當多元。
由於國王阿布馬多及其官員只注重享樂，對國民賦稅苛重，經濟被煌帝國掌控。國內治安不佳，貧民對王族極為不滿，處於隨時可能引發戰爭的不安狀態。
經由辛巴達的交涉，成為自治的共和國。
辛德利亞王國
辛巴德建立的南海島國，國土位於被稱為「未開發之地」的極南之地。具有北方大陸看不到的地形及氣候，人民和動物和平共存。仰慕辛巴達傳說的人紛紛而至，是個藉由海上貿易及觀光而繁榮的富足國家。
煌帝國
煌帝國興起於極東平原（也稱為天華），從一個實力不強的國家崛起並結束了平原的分裂狀態，建立起了一個大一統的中央集權國家。
煌帝國幅員遼闊、軍力強盛、經濟實力也十分強大，並且帝國內部人才濟濟。
作為以漢為原型的國家，煌帝國繼承了漢代的開拓進取和大國雄風，但也有對周邊相對生產力落後民族的鄙視和窮兵黷武等問題。
煌帝國現在在軍事上高歌猛進，除了廣大的極東平原，北天山草原也納入版圖（由白瑛管轄），並使商業城邦巴爾巴德成為附庸。
帝國內部一直存在分裂危險。白龍蓄謀獨立、紅炎和太后集團關係曖昧、八芳星對內部團結的不利影響也在不斷體現。
雷姆帝國
西方大陸的霸者，被認為是除了「大黃牙帝國」以外，有史以來最強盛的國家。
莎赫札德（魔奇之一）為該國的最高司祭，外表為少女的樣子，將帝國視為自己的孩子。
街道、飲水等公共設施完備，人民生活富饒。並有類似現實中羅馬帝國的鬥技場
致力研究各類科學，使用火藥、飛艇、投石器等兵器，並擁有「法納利斯兵團」。
曾與陌梛修達交戰，戰爭結束後由緹特斯代替莎赫札德的職位。
帕爾戴比亞
辛巴達和「八人將」多拉公出身的國家。曾與雷姆帝國交戰，要求國民為了國家奉獻所有資源投入戰爭。不遵行的人會被視為「非國民」並受歧視。
艾里歐哈布特
「七海聯合」的加盟國之一，「八人將」迦尔鲁卡出身的國家。國家的形象參考現實中的埃及文化，斯芬托斯·卡門敘述了國家中勞役皆由奴隸工作。
艾提牧拿
「七海聯合」的加盟國之一，「八人將」彼思緹出身的國家。
伊姆恰克
「七海聯合」的加盟國之一，「八人將」喜挪可賀出身的國家。人民身材高大是其國特色。
卡修剛
政治型態成功轉型成共和制的都市國家。
阿里巴巴希望巴爾巴德能夠借鑒該國的經驗。
沙辛
「七海聯合」的加盟國之一，「八人將」司柏徒出身的國家。
穆斯塔西姆王國
被稱為「花與泉的樂園」的西方大國，設置名為陌梛修達的魔法學院，致力於魔法研究。
由於陌梛修達以王族獨佔魔法為由，煽動民眾叛亂，國家於10年前被學院毀滅。
陌梛修達
魔法學院都市，曾與八芳星往來，總人口約30萬人，以是否含有魔導士的血統為基準，將人民區分為5個等級，進行隔離。
- 1等，為學院長以下所有上級魔導士，約500人。
- 2等，為學院2年級生以上或持有陌梛修達國籍的魔導士，約3000人。
- 3等，為父母為魔導士或擁有官職的非魔導士，約2萬人。
- 4等，為非魔導士的國民，約8萬人。
- 5等，為沒有達成納稅義務的國民，約20萬人。被當成魔力電池，強制居住於地下區域，每日定時檢查存活人數，一旦魔力耗盡，就會被處份掉。

曾與雷姆帝國交戰，戰爭結束後廢除國民等級制度。
阿庫提亞王國
連接大陸東西兩方的交通樞紐，往東是巴爾巴德，往南是辛德利亞王國，西方緊臨著雷姆帝國與帕魯提比亞。
北方受到陌梛修達威脅，派遣主要軍力防衛。南方海港則被「大聖母」海賊團襲擊。
暗黑大陸
雷姆帝國南方屬州以南未開之地的俗稱，原名為卡特魯哥。
有著巨大的太陽、遼闊的大地、巨大的動物及美味的水果。
北方是雷姆帝國的領地，帝國固定會在此處獵捕法那利斯。據馬斯魯爾的說法，暗黑大陸已經沒有法那利斯存在。
大峡谷
雷姆帝國屬州最南端，暗黑大陸上的大裂谷。據說其南方仍有法那利斯族人的存在。
谷底為完全黑暗的狀態，陽光照射不及。丘南（魔奇之一）目前定居於此，自稱是該處的看守人。
法那利斯
暗黑大陸的原住民、赤髮、被稱為戰鬥民族。
具有和其他民族相比強壯許多的超人體能，能赤手空拳擊殺猛獸，但魔力量一般较少。
由於受到外族狩獵奴隸的緣故，族人流落四方被迫為奴。
在理想鄉是名為『赤獅子』的種族，由於太過強大
在移民新世界時，只能將他們生活的大陸移到最南端去，還保有理想鄉的外貌和記憶的
那就是住在大峽谷南方的法那利斯族
黃牙族
在草原生活的遊牧民族，擅長騎馬和弓箭。其設定類似現實中的蒙古人。
過去建立了史上最大的帝國——「大黃牙帝國」，初代國王「成加．汗」得到了神魔般的巨大力量，差點就統治全世界。後來帝國日漸衰落，族人數百年間受到他國侵略及奴隸狩獵之苦。
在阿拉丁的努力之下，現在依附煌帝國，隸屬練白瑛的軍隊。
托蘭之民
遍居全世界的神祕種族。其「托蘭語」和現今通用語截然不同，僅為南部少數民族使用。並出現在許多遠古石板上，連「迷宮」的內部也刻著他們的文字。因此部分國家紛紛研究並派調查團拜訪托蘭村落。為理想鄉的原人類，因為對魔法有抵抗力所以才會還在使用另一世界的語言「托蘭語」。
辛德利亞附近的托蘭之民原本受到外族威脅被迫南遷，現在受到辛巴達的保護，吸引了許多商人前來貿易。
陽巴剌
東方少數民族，擅長魔力操作，將魔力稱為「氣」。
在世界各處流浪進行武者修行，沒有固定的居所。固定會在雷姆帝國的鬥技場出現。
辛巴達過去曾花一年時間拜訪其村莊修得魔力操作。
過去曾有族人拜訪煌帝國，白龍曾向其學習魔力操作。

## 出版書籍

### 單行本
| 卷數 | 小學館         | 小學館                 | 玉皇朝         | 玉皇朝                 | 尖端出版       | 尖端出版               | 吉美文化  | 吉美文化               |
| 卷數 | 發售日期       | ISBN                   | 發售日期       | ISBN                   | 發售日期       | EAN / ISBN             | 發售日期  | ISBN                   |
| ---- | -------------- | ---------------------- | -------------- | ---------------------- | -------------- | ---------------------- | --------- | ---------------------- |
| 1    | 2009年12月18日 | ISBN 978-4-09-122063-9 | 2010年8月2日   | ISBN 978-988-8048-57-1 | 2010年10月14日 | EAN 471-7702-23565-9   | 2014年1月 | ISBN 978-7-5386-8037-9 |
| 2    | 2009年12月18日 | ISBN 978-4-09-122064-6 | 2010年8月2日   | ISBN 978-988-8048-79-3 | 2011年1月6日   | EAN 471-7702-23748-6   | 2014年1月 | ISBN 978-7-5386-8038-6 |
| 3    | 2010年3月18日  | ISBN 978-4-09-122196-4 | 2010年8月31日  | ISBN 978-988-8088-01-0 | 2011年4月21日  | EAN 471-7702-23891-9   | 2014年1月 | ISBN 978-7-5386-8039-3 |
| 4    | 2010年6月18日  | ISBN 978-4-09-122336-4 | 2010年10月20日 | ISBN 978-988-8088-28-7 | 2011年7月12日  | EAN 471-7702-24125-4   | 2014年1月 | ISBN 978-7-5386-8040-9 |
| 5    | 2010年8月18日  | ISBN 978-4-09-122527-6 | 2011年2月25日  | ISBN 978-988-8089-40-6 | 2011年10月4日  | EAN 471-7702-24375-3   | 2014年3月 | ISBN 978-7-5386-5862-0 |
| 6    | 2010年10月18日 | ISBN 978-4-09-122629-7 | 2011年5月25日  | ISBN 978-988-8089-88-8 | 2012年3月15日  | EAN 471-7702-24526-9   | 2014年3月 | ISBN 978-7-5386-7512-2 |
| 7    | 2011年1月18日  | ISBN 978-4-09-122770-6 | 2011年8月30日  | ISBN 978-988-8127-49-8 | 2012年5月23日  | EAN 471-7702-24718-8   | 2014年5月 | ISBN 978-7-5386-8201-4 |
| 8    | 2011年4月18日  | ISBN 978-4-09-122853-6 | 2011年12月9日  | ISBN 978-988-8127-91-7 | 2012年7月12日  | EAN 471-7702-24976-2   | 2014年5月 | ISBN 978-7-5386-8202-1 |
| 9    | 2011年7月15日  | ISBN 978-4-09-123198-7 | 2012年2月27日  | ISBN 978-988-8128-45-7 | 2012年9月13日  | EAN 471-7702-25131-4   | 2014年7月 | ISBN 978-7-5386-8472-8 |
| 10   | 2011年10月18日 | ISBN 978-4-09-123335-6 | 2012年5月11日  | ISBN 978-988-8128-89-1 | 2012年10月23日 | EAN 471-7702-25132-1   | 2014年7月 | ISBN 978-7-5386-8473-5 |
| 11   | 2012年1月18日  | ISBN 978-4-09-123535-0 | 2011年6月9日   | ISBN 978-988-8168-10-1 | 2012年12月20日 | EAN 471-7702-25260-1   |           |                        |
| 12   | 2012年4月18日  | ISBN 978-4-09-123648-7 | 2012年7月1日   | ISBN 978-988-8168-17-0 | 2013年2月6日   | EAN 471-7702-25261-8   |           |                        |
| 13   | 2012年7月18日  | ISBN 978-4-09-123774-3 | 2012年10月8日  | ISBN 978-988-8168-81-1 | 2013年4月10日  | EAN 471-7702-25355-4   |           |                        |
| 14   | 2012年9月18日  | ISBN 978-4-09-123850-4 | 2012年12月18日 | ISBN 978-988-8169-17-7 | 2013年6月4日   | EAN 471-7702-25530-5   |           |                        |
| 15   | 2012年11月16日 | ISBN 978-4-09-124009-5 | 2013年4月29日  | ISBN 978-988-8169-53-5 | 2013年8月16日  | EAN 471-7702-25642-5   |           |                        |
| 16   | 2013年2月18日  | ISBN 978-4-09-124181-8 | 2013年7月30日  | ISBN 978-988-8251-04-9 | 2013年10月17日 | EAN 471-7702-25740-8   |           |                        |
| 17   | 2013年5月17日  | ISBN 978-4-09-124301-0 | 2013年9月25日  | ISBN 978-988-8251-46-9 | 2013年12月20日 | EAN 471-7702-25741-5   |           |                        |
| 18   | 2013年9月18日  | ISBN 978-4-09-124383-6 | 2013年12月24日 | ISBN 978-988-8252-02-2 | 2014年3月18日  | EAN 471-7702-25898-6   |           |                        |
| 19   | 2013年10月18日 | ISBN 978-4-09-124453-6 | 2014年2月17日  | ISBN 978-988-8252-23-7 | 2014年5月7日   | EAN 471-7702-26076-7   |           |                        |
| 20   | 2014年1月17日  | ISBN 978-4-09-124552-6 | 2014年5月22日  | ISBN 978-988-8302-08-6 | 2014年7月23日  | EAN 471-7702-26150-4   |           |                        |
| 21   | 2014年4月18日  | ISBN 978-4-09-124621-9 | 2014年7月29日  | ISBN 978-988-8302-28-4 | 2014年10月21日 | EAN 471-7702-26296-9   |           |                        |
| 22   | 2014年7月18日  | ISBN 978-4-09-124673-8 | 2014年9月30日  | ISBN 978-988-8302-50-5 | 2015年1月19日  | EAN 471-7702-26431-4   |           |                        |
| 23   | 2014年10月17日 | ISBN 978-4-09-125278-4 | 2014年12月22日 | ISBN 978-988-8302-82-6 | 2015年4月21日  | EAN 471-7702-26568-7   |           |                        |
| 24   | 2015年1月16日  | ISBN 978-4-09-125557-0 | 2015年5月4日   | ISBN 978-988-8326-23-5 | 2015年9月8日   | ISBN 978-957-10-6132-0 |           |                        |
| 25   | 2015年4月17日  | ISBN 978-4-09-125810-6 | 2015年7月30日  | ISBN 978-988-8326-43-3 | 2015年11月9日  | ISBN 978-957-10-6263-1 |           |                        |
| 26   | 2015年7月17日  | ISBN 978-4-09-126188-5 | 2015年9月25日  | ISBN 978-988-8326-79-2 | 2016年4月15日  | ISBN 978-957-10-6538-0 |           |                        |
| 27   | 2015年10月16日 | ISBN 978-4-09-126469-5 | 2016年1月7日   | ISBN 978-988-8379-13-2 | 2016年6月14日  | ISBN 978-957-10-6747-6 |           |                        |
| 28   | 2016年1月18日  | ISBN 978-4-09-126695-8 | 2016年3月18日  | ISBN 978-988-8379-31-6 | 2016年7月15日  | ISBN 978-957-10-6787-2 |           |                        |
| 29   | 2016年4月12日  | ISBN 978-4-09-127088-7 | 2016年6月15日  | ISBN 978-988-8379-50-7 | 2016年8月3日   | ISBN 978-957-10-6788-9 |           |                        |
| 30   | 2016年7月15日  | ISBN 978-4-09-127318-5 | 2016年9月27日  | ISBN 978-988-8379-74-3 | 2016年12月28日 | ISBN 978-957-10-7131-2 |           |                        |
| 31   | 2016年11月18日 | ISBN 978-4-09-127419-9 | 2017年1月7日   | ISBN 978-988-8379-95-8 | 2017年1月20日  | ISBN 978-957-10-7194-7 |           |                        |
| 32   | 2017年1月18日  | ISBN 978-4-09-127484-7 | 2017年5月4日   | ISBN 978-988-8436-16-3 | 2017年6月12日  | ISBN 978-957-10-7409-2 |           |                        |
| 33   | 2017年4月18日  | ISBN 978-4-09-127557-8 | 2017年10月4日  | ISBN 978-988-8436-55-2 | 2017年12月18日 | ISBN 978-957-10-7849-6 |           |                        |
| 34   | 2017年6月16日  | ISBN 978-4-09-127579-0 | 2018年5月3日   | ISBN 978-988-8507-20-7 | 2018年12月17日 | ISBN 978-957-10-8209-7 |           |                        |
| 35   | 2017年8月18日  | ISBN 978-4-09-127683-4 | 2018年10月30日 | ISBN 978-988-8507-43-6 | 2018年12月17日 | ISBN 978-957-10-8210-3 |           |                        |
| 36   | 2017年10月18日 | ISBN 978-4-09-127853-1 | 2018年12月1日  | ISBN 978-988-8507-76-4 | 2020年7月8日   | ISBN 978-957-106-480-2 |           |                        |
| 37   | 2017年11月17日 | ISBN 978-4-09-127876-0 | 2018年12月28日 | ISBN 978-988-8507-88-7 | 2020年7月8日   | ISBN 978-957-106-552-6 |           |                        |

- 限定版

| 卷數 | 小學館        | 小學館                 | 備註               |
| 卷數 | 發售日期      | ISBN                   | 備註               |
| ---- | ------------- | ---------------------- | ------------------ |
| 22   | 2014年7月18日 | ISBN 978-4-09-159192-0 | 桌遊附錄限定版     |
| 24   | 2015年1月16日 | ISBN 978-4-09-159201-9 | 明信片集附錄特别版 |
| 26   | 2015年7月17日 | ISBN 978-4-09-159211-8 | 橡胶挂件附錄限定版 |
| 29   | 2016年4月12日 | ISBN 978-4-09-159228-6 | 徽章附錄限定版     |

### MAGI魔奇少年前傳 辛巴達的冒險
以本篇登場人物辛巴達為主角，描寫本篇15年前的故事的外傳漫畫。由大高忍擔任原作，大寺義史擔任作畫。于週刊少年Sunday上短暫連載之後，轉至裏Sunday進行網絡連載。
| 卷數 | 小學館         | 小學館                 | 玉皇朝         | 玉皇朝                 | 尖端出版       | 尖端出版               |
| 卷數 | 發售日期       | ISBN                   | 發售日期       | ISBN                   | 發售日期       | EAN / ISBN             |
| ---- | -------------- | ---------------------- | -------------- | ---------------------- | -------------- | ---------------------- |
| 1    | 2013年9月18日  | ISBN 978-4-09-124390-4 | 2013年12月24日 | ISBN 978-988-8251-94-0 | 2014年1月23日  | EAN 471-7702-25859-7   |
| 2    | 2014年1月17日  | ISBN 978-4-09-124596-0 | 2014年5月8日   | ISBN 978-988-1327-89-5 | 2014年5月19日  | EAN 471-7702-26077-4   |
| 3    | 2014年5月16日  | ISBN 978-4-09-124692-9 | 2014年8月11日  | ISBN 978-988-8302-27-7 | 2014年11月13日 | EAN 471-7702-26328-7   |
| 4    | 2014年8月18日  | ISBN 978-4-09-125219-7 | 2014年10月15日 | ISBN 978-988-8302-61-1 | 2015年1月23日  | EAN 471-7702-26473-4   |
| 5    | 2014年12月17日 | ISBN 978-4-09-125548-8 | 2015年3月5日   | ISBN 978-988-8326-15-0 | 2015年11月9日  | ISBN 978-957-10-6182-5 |
| 6    | 2015年4月17日  | ISBN 978-4-09-126037-6 | 2015年6月26日  | ISBN 978-988-8326-44-0 | 2015年11月9日  | ISBN 978-957-10-6264-8 |
| 7    | 2015年7月17日  | ISBN 978-4-09-126266-0 | 2015年9月25日  | ISBN 978-988-8326-80-8 | 2016年4月15日  | ISBN 978-957-10-6539-7 |
| 8    | 2015年10月16日 | ISBN 978-4-09-126590-6 | 2016年1月7日   | ISBN 978-988-8379-14-9 | 2016年6月14日  | ISBN 978-957-10-6752-0 |
| 9    | 2016年4月12日  | ISBN 978-4-09-127225-6 | 2016年6月15日  | ISBN 978-988-8379-51-4 | 2017年1月4日   | ISBN 978-957-10-7132-9 |
| 10   | 2016年5月18日  | ISBN 978-4-09-127263-8 | 2016年8月23日  | ISBN 978-988-8379-71-2 | 2017年1月20日  | ISBN 978-957-10-7231-9 |
| 11   | 2016年11月18日 | ISBN 978-4-09-127395-6 | 2017年1月7日   | ISBN 978-988-8379-94-1 | 2017年5月24日  | ISBN 978-957-10-7415-3 |
| 12   | 2017年1月18日  | ISBN 978-4-09-127443-4 | 2017年10月3日  | ISBN 978-988-8436-56-9 | 2017年9月1日   | ISBN 978-957-10-7573-0 |
| 13   | 2017年4月18日  | ISBN 978-4-09-127590-5 |                |                        | 2017年10月13日 | ISBN 978-957-10-7731-4 |
| 14   | 2017年6月16日  | ISBN 978-4-09-127645-2 |                |                        | 2017年12月18日 | ISBN 978-957-10-7848-9 |
| 15   | 2017年8月18日  | ISBN 978-4-09-127756-5 |                |                        |                |                        |
| 16   | 2017年11月17日 | ISBN 978-4-09-128024-4 |                |                        |                |                        |
| 17   | 2018年2月19日  | ISBN 978-4-09-128167-8 |                |                        |                |                        |
| 18   | 2018年7月19日  | ISBN 978-4-09-128427-3 |                |                        |                |                        |
| 19   | 2018年7月19日  | ISBN 978-4-09-128428-0 |                |                        |                |                        |

- 首刷附錄

| 卷數          | 小學館         | 小學館                 |
| 卷數          | 發售日期       | ISBN                   |
| OVA附錄特別版 | OVA附錄特別版  | OVA附錄特別版          |
| ------------- | -------------- | ---------------------- |
| 3             | 2014年5月14日  | ISBN 978-4-09-941827-4 |
| 4             | 2014年8月18日  | ISBN 978-4-09-941835-9 |
| 5             | 2014年12月16日 | ISBN 978-4-09-941848-9 |
| 6             | 2015年4月15日  | ISBN 978-4-09-941856-4 |
| 7             | 2015年7月15日  | ISBN 978-4-09-941858-8 |
| 限定版        |                |                        |
| 10            | 2016年5月18日  | ISBN 978-4-09-159227-9 |

### 設定書
-  2012年9月29日發售，ISBN 978-4-09-124079-8
-  2014年1月17日發售，ISBN 978-4-09-124547-2

## 電視動畫

### 本篇
電視動畫《魔奇少年》改編自同名原作漫畫，為小學館創業90週年紀念企劃作品，於2012年10月7日開始播放。播放完畢後決定製作續篇，其後確定於2013年10月6日起播放第二季，並改動副標題作識別；第一季為依循漫畫的「The labyrinth of magic（魔法的迷宮）」，第二季迷宮改為「The kingdom of magic（魔法的王國）」。
日本授權中國大陸樂視網於2013年10月6日起每周日下午16:05分即日播出。

#### 製作人員
- 原作：大高忍（小學館「週刊少年Sunday」連載中）
- 監督：舛成孝二
- 系列構成：吉野弘幸
- 角色設計・總作畫監督：赤井俊文
- 概念設計：竹内志保
- 效果動畫：橋本敬史
- 美術監督：川本亞夕
- 美術設定：谷内優穗
- 色彩設計：鈴木依里
- 攝影監督：關谷能弘
- 編集：三嶋章紀
- 音樂：鷺巢詩郎
- 音響監督：菊田浩巳
- 動畫製作：A-1 Pictures
- 製作：魔奇少年製作委員會（Aniplex、小学館、電通、Movic、GyaO）、MBS

#### 主題曲
第1期
片頭曲
《V.I.P》（第1話－第12話）
作詞：，作曲：御惠明希，編曲、主唱：SID
（第13話－第24話）
作詞、作曲：新藤晴一，編曲：田中裕介、立崎優介、色情塗鴉，主唱：色情塗鴉
第25話作片尾曲使用。
片尾曲
《指望遠鏡》（第1話－第12話）
作詞：秋元康，作曲：北室龍馬，編曲：木村有希，主唱：乃木坂46
《The Bravery》（第13話－第24話）
作詞、作曲、編曲：ryo，主唱：supercell
第2期
片頭曲
《ANNIVERSARY》（第1話－第13話）
作詞：，作曲：御惠明希，編曲、主唱：SID
《光-HIKARI-》（第14話－第24話）
作詞：SHIN，作曲：RENO，編曲：ViViD、岸利至，主唱：ViViD
片尾曲
（第1話－第13話）
作詞、作曲：太志，主唱：Aqua Timez
《With You / With Me》（第14話－第25話）
作詞、作曲：OZO，編曲：tasuku tohyama，主唱：9nine

#### 各集標題
| 話數                                      | 日文標題                                  | 香港標題                                  | 大陸標題                                  | 台灣標題                                  | 劇本                                      | 分鏡                                      | 演出                                      | 作畫監督                                                            | 漫畫話數（卷數）                          |
| 魔奇少年 The labyrinth of magic（第一季） | 魔奇少年 The labyrinth of magic（第一季） | 魔奇少年 The labyrinth of magic（第一季） | 魔奇少年 The labyrinth of magic（第一季） | 魔奇少年 The labyrinth of magic（第一季） | 魔奇少年 The labyrinth of magic（第一季） | 魔奇少年 The labyrinth of magic（第一季） | 魔奇少年 The labyrinth of magic（第一季） | 魔奇少年 The labyrinth of magic（第一季）                           | 魔奇少年 The labyrinth of magic（第一季） |
| ----------------------------------------- | ----------------------------------------- | ----------------------------------------- | ----------------------------------------- | ----------------------------------------- | ----------------------------------------- | ----------------------------------------- | ----------------------------------------- | ------------------------------------------------------------------- | ----------------------------------------- |
| 第1夜                                     |                                           | 阿拉丁與阿里巴巴                          | 阿拉丁與阿里巴巴                          | 阿拉丁與阿里巴巴                          | 吉野弘幸                                  | 舛成孝二                                  | 林直孝                                    | 赤井俊文                                                            | 2－5（1）                                 |
| 第2夜                                     |                                           | 迷宮組曲                                  | 迷宮組曲                                  | 迷宮組曲                                  | 吉野弘幸                                  | 林直孝                                    | 間島崇寬 高橋英俊                         | 酒井智史、近岡直 吉田尚人、南伸一郎 倉田綾子                        | 5－7（1） 8－11（2）                      |
| 第3夜                                     |                                           | 創世的魔法使                              | 創世的魔法師                              | 創世的魔法使                              | 吉野弘幸                                  | 中山奈緒美 關谷真實子                     | 近藤一英                                  | 宇佐美皓一、佐藤篤志 藤原利惠                                       | 12－16（2）                               |
| 第4夜                                     |                                           | 草原的居民                                | 草原之民                                  | 草原之民                                  | 加藤陽一                                  | 小寺勝之                                  | 清水一伸                                  | 田中紀衣                                                            | 17（2） 18－21（3）                       |
| 第5夜                                     |                                           | 迷宮攻略者                                | 迷宮攻略者                                | 迷宮攻略者                                |                                           | 小寺勝之                                  | 林直孝                                    | 服部憲知                                                            | 22－26（3）                               |
| 第6夜                                     |                                           | 戰鬥民族樊力仕                              | 戰鬥民族法那利斯                          | 戰鬥民族法納利斯                          | 橫谷昌宏                                  | 小島正幸                                  | 高島大輔                                  | 濱口頌平、中島美子                                                  | 26－27（3） 28－31（4）                   |
| 第7夜                                     |                                           | 他的名字叫仙巴                            | 他名為辛巴達                              | 其名為辛巴達                              | 吉野弘幸                                  | 神戶守                                    | 柳屋圭宏                                  | 小松麻美、酒井智史                                                  | 32－35（4）                               |
| 第8夜                                     |                                           | 無法遵守的約定                            | 無法遵守的約定                            | 無法信守的約定                            | 橫谷昌宏                                  | 山本寬                                    | 高橋英俊                                  | 藤原利惠、河野真貴                                                  | 35－37（4） 38－39（5）                   |
| 第9夜                                     |                                           | 王子的責任                                | 王子的責任                                | 王子的責任                                | 吉野弘幸                                  | 豐增隆寬                                  | 川越崇弘                                  | 清山滋崇、鈴木信一 林恰君                                           | 40－44（5）                               |
| 第10夜                                    |                                           | 他的名字叫誅鐸                            | 他名為裘達爾                              | 其名為裘達爾                              | 加藤陽一                                  | 小寺勝之                                  | 長町英樹                                  | 宇佐美皓一、坂本龍典                                                | 44－48（5）                               |
| 第11夜                                    |                                           | 新的來訪者                                | 新的來訪者                                | 新的來訪者                                |                                           | 小寺勝之                                  | 村山靖                                    | 清水惠藏、島田英明                                                  | 49－53（6）                               |
| 第12夜                                    |                                           | 決意與訣別                                | 決意與訣別                                | 決意與訣別                                | 吉野弘幸                                  | 倉田綾子                                  | 倉田綾子                                  | 佐藤篤志、黑木美幸                                                  | 54－56（6）                               |
| 第13夜                                    |                                           | 叛逆的王子                                | 反叛的王子                                | 反叛的王子                                | 吉野弘幸                                  | 岡村天齋                                  | 間島崇寬                                  | 、酒井智史 關口雅浩                                                 | 56－58（6） 59－60（7）                   |
| 第14夜                                    |                                           | 阿里巴巴的答案                            | 阿里巴巴的答案                            | 阿里巴巴的答覆                            | 橫谷昌宏                                  | 澤村壘                                    | 若野哲也                                  | 田中紀衣                                                            | 61 - 64（7）                              |
| 第15夜                                    |                                           | 卡禪的答案                                | 卡西姆的答案                              | 卡希姆的答覆                              | 加藤陽一                                  | 竹内浩志                                  | 竹内浩志                                  | 西澤千惠、宇佐美皓一                                                | 65 - 68（7）                              |
| 第16夜                                    |                                           | 所羅門的智慧                              | 所羅門的智慧                              | 所羅門的智慧                              |                                           | 柳瀨雄之                                  | 柳瀨雄之                                  | 關口雅浩                                                            | 69 - 72（8）                              |
| 第17夜                                    |                                           | 笑容                                      | 笑容                                      | 笑容                                      | 吉野弘幸                                  | 倉田綾子                                  | 倉田綾子                                  | 藤澤俊幸、落合瞳                                                    | 73 - 76（8）                              |
| 第18夜                                    |                                           | 仙治亞王國                                | 辛德利亞王國                              | 辛德利亞王國                              | 吉野弘幸                                  | 林直孝                                    | 林直孝                                    | 西澤千惠、酒井智史 熊谷勝弘、宇佐美皓一                             | 77 - 78（8） 80 - 82（9）                 |
| 第19夜                                    |                                           | 犯人的名字叫仙巴                          | 星之名是辛巴达                            | 星辰之名為辛巴達                          | 加藤陽一                                  | 小寺勝之                                  | 長町英樹                                  | 栗原優、海堂浩幸 石井由美子                                         | 79、83 - 86（9）                          |
| 第20夜                                    |                                           | 王子與皇子                                | 王子與皇子                                | 王子與皇子                                | 橫谷昌宏                                  | 稻垣隆行                                  | 中杉徹                                    | 熊膳貴志                                                            | 87 - 88（9） 89 - 90（10） 113（12）      |
| 第21夜                                    |                                           | 迷宮撒根                                  | 迷宮賽共                                  | 迷宮撒共                                  |                                           | 福田道生                                  | 間島崇寬                                  | 村田俊治、黑木美幸                                                  | 91 - 95（10）                             |
| 第22夜                                    |                                           | 火焰的眷屬                                | 炎之眷屬                                  | 炎之眷屬                                  | 吉野弘幸                                  | 小寺勝之                                  | 若野哲也                                  | 田中紀衣、熊谷勝弘                                                  | 96 - 98（10） 110（12）                   |
| 第23夜                                    |                                           | 開戰之聲                                  | 戰時之聲                                  | 鼓舞的吶喊                                | 吉野弘幸                                  | 玉川真人                                  | 高橋英俊                                  | 、酒井智史 海堂浩幸                                                 | 99 - 102（11） 111（12）                  |
| 第24夜                                    |                                           | 墮轉                                      | 墮轉                                      | 墮轉                                      | 吉野弘幸                                  | 竹內浩志 增井壯一                         | 竹內浩志 春藤佳奈                         | 宇佐美皓一、折井一雅 西澤千惠、大河内忍 栗原優、石井祐美子 藤部生馬 | 103 - 104、 107 - 108（11）               |
| 第25夜                                    |                                           | 阿里巴巴與阿拉丁                          | 阿里巴巴和阿拉丁                          | 阿里巴巴與阿拉丁                          | 吉野弘幸                                  | 倉田綾子 舛成孝二                         | 倉田綾子 長町英樹                         | 赤井俊文                                                            | 104 - 105（11） 109、114 - 115（12）      |
| 魔奇少年 The kingdom of magic（第二季）   |                                           |                                           |                                           |                                           |                                           |                                           |                                           |                                                                     |                                           |
| 第1夜                                     |                                           | 啟程的預感                                | 啟程的預感                                | 啟程的預感                                | 吉野弘幸                                  | 倉田綾子                                  | 倉田綾子 岩月甚                           | 赤井俊文                                                            | 111 - 112、116、117（12） 174（18）       |
| 第2夜                                     |                                           | 啟程                                      | 啟程                                      | 啟程                                      | 吉野弘幸                                  | 福田道生                                  | 高橋英俊                                  | 栗原優、折井一雅                                                    | 112、118（12） 119 - 121（13）            |
| 第3夜                                     |                                           | 出航                                      | 出航                                      | 出航                                      | 吉野弘幸                                  | 長町英樹                                  | 長町英樹                                  | 西澤千惠、黑木美幸                                                  | 121 - 123（13）                           |
| 第4夜                                     |                                           | 海盜                                      | 海賊                                      | 海盜                                      |                                           | 黑澤守                                    | 間島崇寬                                  | 宇佐美皓一                                                          | 123 - 125（13）                           |
| 第5夜                                     |                                           | 母親                                      | 媽媽                                      | 母親                                      | 加藤陽一                                  | 林直孝                                    | 林直孝                                    | 河合拓也、赤井俊文                                                  | 126、128（13） 129（14）                  |
| 第6夜                                     |                                           | 溫柔的人                                  | 溫柔的人                                  | 溫柔的人                                  | 花田十輝                                  | 宮尾佳和                                  | 赤城博昭                                  | 關根昌之                                                            | 130 - 133（14）                           |
| 第7夜                                     |                                           | 練紅霸登場                                | 練紅霸登場                                | 練紅霸登場                                | 橫谷昌宏                                  | 平池芳正                                  | 岩月甚                                    | 折井一雅、黑木美幸                                                  | 134 - 136（14）                           |
| 第8夜                                     |                                           | 特訓的日子                                | 特訓的日子                                | 特訓的日子                                |                                           | 神戶守                                    | 高橋英俊                                  | 高田晃、伊藤智子                                                    | 137、138（14）                            |
| 第9夜                                     |                                           | 帝國                                      | 雷姆帝國                                  | 雷姆帝國                                  | 吉野弘幸                                  | 中山奈緒美                                | 間島崇寬                                  | 三木俊明、村上真紀                                                  | 139、140（15）                            |
| 第10夜                                    |                                           | 最高司祭                                  | 最高司祭                                  | 最高司祭                                  | 吉野弘幸                                  | 古川順康                                  | 政木伸一                                  | 鈴木奈都子                                                          | 141 - 143（15）                           |
| 第11夜                                    |                                           | 大峽谷                                    | 大峽谷                                    | 大峽谷                                    | 加藤陽一                                  | 竹內浩志                                  | 渡部周                                    | 海保仁美、板倉喜代美                                                | 89（10） 144、145（15）                   |
| 第12夜                                    |                                           | 帝朝新皇                                  | 新皇                                      | 新皇帝                                    | 加藤陽一                                  | 倉田綾子                                  | 長町英樹                                  | 宇佐美浩一、栗原優                                                  | 146 - 148（15）                           |
| 第13夜                                    |                                           | 瑅德思阿歷西斯                            | 緹特斯·阿勒奇烏斯                         | 提特斯·阿勒奇烏斯                         | 吉野弘幸                                  | 黑澤守                                    | 林直孝                                    | 河合拓也、濱口明 末澤慧                                             | 149 - 152（16）                           |
| 第14夜                                    |                                           | 隱匿的國民                                | 被隱藏的人民                              | 被隱藏的子民                              | 吉野弘幸                                  | 春藤佳奈                                  | 春藤佳奈                                  | 野野下伊織、西澤千惠 廣尾佳奈子                                     | 153 - 156（16）                           |
| 第15夜                                    |                                           | 魔導士之國                                | 魔導士之國                                | 魔導士之國                                | 橫谷昌弘                                  | 神戶守                                    | 川越崇弘                                  | 黑木美幸、折井一雅                                                  | 157、158（16） 159、160（17）             |
| 第16夜                                    |                                           | 苟存的生命                                | 被留下的生命                              | 被遺留的生命                              | 加藤陽一                                  | 坂田純一                                  | 渡部周                                    | 海保仁美、山崎輝彥 板倉喜代美、西川雅史 大森理惠、落合麻衣子        | 161 - 164（17）                           |
| 第17夜                                    |                                           | 宣戰公告                                  | 宣布開戰                                  | 宣戰布告                                  |                                           | 倉田綾子                                  | 岩月甚                                    | 伊藤智子、熊田明子                                                  | 165 - 167（17）                           |
| 第18夜                                    |                                           | 蘫帝國的威脅                                | 雷姆的威脅                                | 雷姆的威脅                                | 吉野弘幸                                  | 福田道生                                  | 高橋英俊                                  | 宇佐美皓一、小谷杏子                                                | 168（17） 169 - 171（18）                 |
| 第19夜                                    |                                           | 真正的魔奇                                | 真正的magi                                | 貨真價實的魔奇                            | 橫谷昌宏                                  | 阿部記之                                  | 鈴木行                                    | 廣瀨智仁、成川多加志 相坂直樹、德田夢之介 李少雷                    | 172 - 175（18）                           |
| 第20夜                                    |                                           | 重逢                                      | 相逢                                      | 重逢                                      |                                           | 黑澤守                                    | 間島崇寬                                  | 野野下伊織、西澤千惠                                                | 176 - 178（18）                           |
| 第21夜                                    |                                           | 王之大器                                  | 王之器                                    | 帝王之才                                  | 加藤陽一                                  | 關谷真實子 中山奈緒美                     | 川越崇弘                                  | 小田多惠子、武內啟 福士真由美                                       | 179 - 182（19）                           |
| 第22夜                                    |                                           | 想守護之物                                | 想要守護的東西                            | 想守護的事物                              | 橫谷昌弘                                  | 小島正幸                                  | 岩月甚                                    | 伊藤智子、折井一雅 廣尾佳奈子                                       | 183 - 186（19）                           |
| 第23夜                                    |                                           | 眾魔裝戰士                                | 魔裝戰士們                                | 魔裝戰士                                  |                                           | 福田道生                                  | 渡部周                                    | 板倉喜代美、西川雅史 池田龍也、海保仁美 山崎輝彥                    | 186 - 188（19） 189 - 190（20）           |
| 第24夜                                    |                                           | 滅亡時刻                                  | 滅亡之時                                  | 滅亡之刻                                  | 吉野弘幸                                  | 京田知己                                  | 林直孝                                    | 宇佐美皓一、高田晃 栗原優、三木俊明 濱口明                          | 191 - 195（20）                           |
| 第25夜                                    |                                           | 歡迎回來                                  | 歡迎回來                                  | 歡迎回來                                  | 吉野弘幸                                  | 倉田綾子                                  | 長町英樹 高橋英俊 間島崇寬                | 赤井俊文                                                            | 195 - 198（20）                           |

#### 播放電視台
| 播放地區 | 播放電視台  | 播放日期                                      | 播放時間（UTC+9）                                   | 所屬聯播網        | 備註                                                                       |
| 第1期    | 第1期       | 第1期                                         | 第1期                                               | 第1期             | 第1期                                                                      |
| -------- | ----------- | --------------------------------------------- | --------------------------------------------------- | ----------------- | -------------------------------------------------------------------------- |
| 近畿地方 | 每日放送    | 2012年10月7日－2013年3月31日                  | 星期日 17時00分－17時30分                           | 日本新聞網        | 製作局 有字幕                                                              |
| 日本國內 | TBS系列28局 | 2012年10月7日－2013年3月31日                  | 星期日 17時00分－17時30分                           | 日本新聞網        | 有字幕                                                                     |
| 韓國     | ANIPLUS     | 2012年10月9日－2013年4月2日                   | 星期二 23時00分－23時30分                           | 衛星電視 網路電視 | 有字幕                                                                     |
| 日本全國 | GyaO!       | 2012年10月27日－2013年4月20日                 | 星期六 24時00分 更新                                | 網路電視          |                                                                            |
| 日本全國 | 萬代頻道    | 2012年10月28日－2013年4月21日                 | 星期日 12時00分 更新                                | 網路電視          |                                                                            |
| 香港     | J2          | 2012年11月29日－2013年5月23日                 | 星期四 22時00分－22時30分                           | 數碼地面電視      | UTC+8 有字幕 雙語廣播 有重播 1月24日起高畫質播放 刪剪版本 myTV提供14天重溫 |
| 香港     | J2          | 2015年12月18日－2016年1月23日                 | 星期二至六 05時30分－06時00分                       | 數碼地面電視      | UTC+8 有字幕 雙語廣播 足本播放 myTV提供14天重溫                            |
| 日本全國 | ANIMAX      | 2013年2月25日－4月29日 2013年5月10日－8月23日 | 星期一 19時00分－19時30分 星期五 19時00分－19時30分 | 衛星電視          | 有重播                                                                     |
| 台灣     | 八大綜合台  | 2013年8月18日－10月20日                       | 星期日 19時00分－20時30分                           | 有線電視          | UTC+8 有重播 9/15起改為19時00分-20時00分                                   |
| 台灣     | 中視主頻    | 2013年9月26日－11月1日                        | 星期一至五 18時30分－19時00分                       | 地面電視          | UTC+8 中日雙語播出                                                         |
| 第2期    |             |                                               |                                                     |                   |                                                                            |
| 近畿地方 | 每日放送    | 2013年10月6日－2014年3月30日                  | 星期日 17時00分－17時30分                           | 日本新聞網        | 製作局 有字幕                                                              |
| 日本國內 | TBS系列28局 | 2013年10月6日－2014年3月30日                  | 星期日 17時00分－17時30分                           | 日本新聞網        | 有字幕                                                                     |
| 韓國     | ANIPLUS     | 2013年10月8日－2013年4月1日                   | 星期二 22時30分－23時00分                           | 衛星電視 網路電視 | 有字幕                                                                     |
| 日本全國 | GyaO!       | 2013年10月20日－2013年4月13日                 | 星期日 更新                                         | 網路電視          |                                                                            |
| 日本全國 | 萬代頻道    | 2013年10月27日－2013年4月20日                 | 星期日 12時00分 更新                                | 網路電視          |                                                                            |
| 日本全國 | ANIMAX      | 2013年11月19日－2014年5月27日                 | 星期二 19時30分－20時00分                           | 衛星電視          | 有重播                                                                     |
| 香港     | J2          | 2014年7月14日－12月29日                       | 星期一 24時05分－24時35分                           | 數位地面電視      | UTC+8 有字幕 雙語廣播 有重播 myTV提供14天重溫                              |
| 台灣     | 衛視電影台  | 2014年9月1日－9月18日                         | 星期一至五 19:00－20:00                             | 有線電視          | 9月18日改為19:00－19:30播出                                                |

### 辛巴歷險記
外傳漫畫《辛巴達歷險記》於2014年1月宣佈動畫化。OVA隨漫畫單行本第3至7卷特別版附錄DVD發售。旁白由中井和哉担当。
2015年9月30日再公佈電視動畫化。於2016年4月15日起在每日放送「Animeism」內播出。

#### 製作人員
- 原作：大高忍、大寺義史（小學館「裏Sunday」連載中）
- 監督：宮尾佳和
- 系列構成、劇本：岸本卓
- 劇本協力：安永豐
- 人物設定：佐古宗一郎
- 概念設計：田中俊成、枝松聖、大山裕之（TV）
- 神魔、生物設計：富岡隆司
- 色彩設定：岩澤玲子
- 美術監督：青井孝
- 美術設定：藤井一志、青井孝
- 編集：定松剛
- 攝影監督：宋賢大
- 道具設計：福永純一
- 音樂：大久保友裕
- 音響監督：飯田里樹
- 製作人：石橋和章、斎藤俊輔、米内則智
- 動畫製作：Lay-duce
- 製作：AOS PROJECT（小學館、Aniplex）、MBS

#### 主題曲
片頭曲（TV）
作詞、作曲：堀江晶太，編曲：堀江晶太、PENGUIN RESEARCH，主唱：PENGUIN RESEARCH
片尾曲（TV）
作詞、作曲：金澤大輔，編曲、主唱：FUJIFABRIC

#### 各話列表
| 話數     | 日文標題 | 中文標題              | 劇本   | 分鏡              | 演出              | 作畫監督             | 總作畫監督 |     |
| OVA      | OVA      | OVA                   | OVA    | OVA               | OVA               | OVA                  | OVA        | OVA |
| -------- | -------- | --------------------- | ------ | ----------------- | ----------------- | -------------------- | ---------- | --- |
| 第1話    |          | 迷宮巴阿魯攻略篇·前篇 | 岸本卓 | 宮尾佳和          | 宮尾佳和          | 佐古宗一郎           | 不適用     |     |
| 第2話    |          | 迷宮巴阿魯攻略篇·後篇 | 岸本卓 | 坂上五郎          | 宮尾佳和 夕澄慶英 | 西野文那             | 佐古宗一郎 |     |
| 第3話    |          | 迷宮華利弗攻略篇·前篇 | 岸本卓 | 宮尾佳和          | 平林拓真          | 坪山圭一 佐古宗一郎  | 佐古宗一郎 |     |
| 第4話    |          | 迷宮華利弗攻略篇·中篇 | 岸本卓 | 宮尾佳和          | 安齋剛文          | 坪山圭一 熊膳貴志    | 佐古宗一郎 |     |
| 第5話    |          | 迷宮華利弗攻略篇·後篇 | 岸本卓 | 宮尾佳和          | 大西景介          | 坪山圭一 白井英介    | 佐古宗一郎 |     |
| 電視動畫 |          |                       |        |                   |                   |                      |            |     |
| 第1話    |          | 命運之子              | 岸本卓 | 宮尾佳和          | 藤井康晶          | 井上和俊             | 不適用     |     |
| 第2話    |          | 水手辛巴達              | 岸本卓 | 宮尾佳和          | 宮尾佳和          | 佐古宗一郎           | 不適用     |     |
| 第3話    |          | 迷宮巴爾              | 岸本卓 | 宮尾佳和 坂上五郎 | 夕澄慶英          | 西野文那             | 佐古宗一郎 |     |
| 第4話    |          | 第一片海              | 岸本卓 | 宮尾佳和          | 平林拓真          | 坪山圭一、佐古宗一郎 | 佐古宗一郎 |     |
| 第5話    |          | 王的資質              | 岸本卓 | 宮尾佳和          | 安齋剛文          | 坪山圭一、熊膳貴志   | 佐古宗一郎 |     |
| 第6話    |          | 容身之處              | 岸本卓 | 宮尾佳和          | 大西景介          | 坪山圭一、白井英介   | 佐古宗一郎 |     |
| 第7話    |          | 商人辛巴達            | 岸本卓 | 宮尾佳和          | 政木伸一          | 白井英介             | 不適用     |     |
| 第8話    |          | 眷屬器                | 岸本卓 | 宮尾佳和          | 山岸大悟          | 坪山圭一             | 不適用     |     |
| 第9話    |          | 清淨之地薩桑          | 岸本卓 | 宮尾佳和          | 神保洋介          | 米澤彩織、小野田貴之 | 不適用     |     |
| 第10話   |          | 改變世界的力量        | 岸本卓 | 宮尾佳和          | 安部元宏          | 小澤圓               | 不適用     |     |
| 第11話   |          | 天空都市艾爾緹謬拉    | 岸本卓 | 宮尾佳和 飯田崇   | 熊膳貴志          | 、白井英介           | 不適用     |     |
| 第12話   |          | 魔裝vs魔裝            | 岸本卓 | 宮尾佳和          | 藤井康晶          | 井上和俊、富岡隆司   | 不適用     |     |
| 第13話   |          | 魔奇                  | 岸本卓 | 宮尾佳和          | 安部元宏          | 坪山圭一             | 不適用     |     |

#### 播放電視台
日本深夜動畫：下文記載的日本国内播放時間使用日本標準時間（UTC+9）表示。因為部分時間标识會採用30小时制，因此請留意这类超过24:00的时间，其實際播放時間為翌日清晨。
| 播放地區 | 播放電視台 | 播放日期               | 播放時間（UTC+9）          | 所屬聯播網 | 備註   |
| -------- | ---------- | ---------------------- | -------------------------- | ---------- | ------ |
| 日本全國 | BS-TBS     | 2016年4月16日－7月2日  | 星期六 24時00分－25時00分  | 衛星電視   |        |
| 關東地方 | TBS電視台  | 2016年4月22日－7月1日  | 星期五 26時25分－26時55分  | 日本新聞網 |        |
| 近畿地方 | 每日放送   | 2016年4月22日－7月1日  | 星期五 26時40分－27時10分  | 日本新聞網 | 製作局 |
| 中京地方 | CBC電視台  | 2016年4月22日－7月1日  | 星期五 27時19分－27時49分  | 日本新聞網 |        |
| 日本全國 | Animax     | 2016年7月3日 - 9月25日 | 星期一 22時00分 - 22時30分 |            |        |

## 外部連結
- 週刊少年Sunday「MAGI魔奇少年」官方網站（日語）
- 裏Sunday「魔奇－仙巴歷險記」連載網站（日語）
- 「魔奇少年」官方網頁 （页面存档备份，存于）（日語）
- 電視動畫「MAGI 辛巴達的冒險」官方網頁 （页面存档备份，存于）（日語）